# Petrit Ruka
Petrit Nevruz Ruka (ur. 21 sierpnia 1954 w Tepelenë, zm. 6 lipca 2021 w Tiranie) – albański reżyser, scenarzysta i poeta, brat polityka Et'hema.

## Życiorys
Ukończył studia z zakresu języka i literatury albańskiej na Uniwersytecie Tirańskim, a następnie w 1986 studia podyplomowe z zakresu dramaturgii filmowej w Akademii Sztuk w Tiranie. 
Początkowo pracował jako nauczyciel w szkołach średnich. W 1986 rozpoczął pracę w Studiu Filmowym Nowa Albania (Kinostudio “Shqipёria e Re”) początkowo jako scenarzysta, a od lat 90. także jako reżyser. Wyreżyserował kilkanaście filmów dokumentalnych i dwa fabularne. W 2000 kierował Teatrem Dziecięcym w Tiranie. W latach 2005–2005 i 2007-2008 kierował Narodowym Centrum Kinematografii. Prowadził także wykłady dla studentów Uniwersytetu Sztuk w Tiranie z zakresu reżyserii filmowej.
Od lat 70. zajmował się poezją, wydał osiem tomików poetyckich. W 1990 należał do grona założycieli Demokratycznej Partii Albanii.

## Filmografia

### Filmy fabularne
- 1994: Njëqind për qind (wspólnie z Artanem Minarollim)
- 1995: Plumbi prej plasteline (wspólnie z Artanem Minarollim)

### Filmy krótkometrażowe
- 1998: Butrinti i gjallë
- 1999: Në fillim ishte Ademi
- 2001: Braktisja e Madhe
- 2005: Kapedani i këngëve
- 2006: Amanet Labërinë
- 2006: Me varrin hapur
- 2007: Bolenë, trimja Bolenë
- 2009: Poeti i ekranit, Viktor Gjika
- Homerët e filmit ballkanik
- Flamurmbajtësi i Vatrës
- Syri i Shqiponjës
- Buzët tek kënga…

### Scenariusz filmowe
- 1986: Eja (reż. Piro Milkani)
- 1987: Njё i tretё (reż. Fatmir Koçi)
- 1988: Lumi qё nuk shteron (reż. Fatmir Koçi)
- 1989: Një vajzë e një djalë (reż. Ibrahim Muça, Kristaq Mitro)
- 1995: Vazhdojmё me Bethovenin (reż. Spartak Pecani)

## Poezja
- 1978: Rinia ime
- 1983: Atdheu fillon tek zemrat
- 1990: Mirupafshim, hënë e vendlindjes!
- 2000: Vërtitu, Kokë e prerë!
- 2003: Në zemër bie shi…
- 2008: Shtatë mijë shirat e mi poezi të zgjedhura
- 2015: Iso dashurie“  Ars Poetika & Petrit Ruka, poezi e zgjedhur
- 2015: Nëntë vjet e nëntë ditë Poemë baladeske

## Nagrody i wyróżnienia[3]
- 1993: Nagroda jury Międzynarodowego Festiwalu Filmowego w Tiranie za scenariusz do filmu I vdekuri i gjallë.
- 1995: Nagroda jury Międzynarodowego Festiwalu Filmowego w Tiranie za film Plumbi prej plasteline.
- 2012: Nagroda dla najlepszego dokumentu związanego z jubileuszem państwa albańskiego za film Kryekënga e Kombit
- 2013: Nagroda dla najlepszego poety albańskiego przyznana przez Stowarzyszenie Harpa w Fierze
- 2015: Tytuł Wielkiego Mistrza (Mjeshter i Madh) przyznany przez Prezydenta Republiki Albanii